# Технически университет Дрезден
Вижте пояснителната страница за други значения на Технически университет.
Техническият университет Дрезден (също ТУ Дрезден или ТУД) е най-голямото висше училище в град Дрезден и най-големият университет в Саксония. Създаден е през 1828 г.
Има повече от 35 000 студенти и 6000 служители (вкл. над 400 професори). Сравняван по броя на студентите ТУД е сред 10-те най-големи университети и най-големият технически университет в Германия.

## Галерия
- Сграда на Факултета по гео- и хидронауки
- Държавна библиотека на Саксония
- Сграда на Биологическия факултет
- Сграда на Факултета по информатика
- Сграда на Факултета по архитектура
- Сграда на Факултета по електротехника
- Сграда на Юридическия факултет
- Сграда на Стопанския факултет